# Georg Haus
Georg Haus (ur. 16 września 1895 w Norymberdze, zm. 18 kwietnia 1945 w Pilawie) – niemiecki generał Wehrmachtu.

## Biografia
W 1914 roku Georg Haus dołączył do 1. Krolewskiego Bawarskiego Pułku Piechoty „König”. Na front został wysłany w stopniu chorążego w 1915 roku. W maju tego samego roku otrzymał awans na stopień porucznika. Wycofany z frontu pod koniec I wojny światowej.
Wiosną 1919 roku służył we Freikorpsie Epp. 31 marca 1920 roku został zwolniony z wojska. Miał wtedy stopień porucznika.
1 czerwca 1934 roku powrócił do armii jako kapitan. Służył w 21 Bawarskim Pułku Piechoty. Od 1 października 1934 roku dowódca kompanii w Amberg. 15 października 1935 roku został dowódcą kompanii 41 Pułku Piechoty, a 1 października awansował na stopień majora. Od 10 listopada 1938 roku wykładał w szkole wojskowej. Walczył w kampanii wrześniowej i we Francji, gdzie pod koniec maja został ranny.
Po rekonwalescencji otrzymał dowodzenie nad 1. batalionem 192 Pułku Piechoty. 1 stycznia 1941 roku otrzymał awans na podpułkownika. 23 grudnia 1941 roku podlegał mu 55 Pułk Piechoty (przeformowany potem na 55 Pułk Grenadierów). 26 grudnia jeszcze tego samego roku został odznaczony Krzyżem Niemieckim. 23 grudnia 1943 roku został ranny w okolicach Nikopola. Po leczeniu (początek 1944 roku) został przeniesiony do rezerwy. 12 lutego 1944 roku został odznaczony Krzyżem Żelaznym. Od 15 marca 1944 roku dowódca 17 Dywizji Piechoty. Po kolejnym zranieniu 16 kwietnia 1944 roku ponownie wycofany z frontu wschodniego.
5 czerwca 1944 roku został zastępca dowódcy 50 Dywizji Piechoty. Od 14 lipca 1944 roku uczęszczał na kurs dowódców dywizji w Hirschberg (dzisiejsza Jelenia Góra). 22 lipca 1944 roku objął dowodzenie nad 50. Dywizją Piechoty i 1 października został awansowany na stopień generała majora. Walczył w Prusach Wschodnich, gdzie poległ.
Pośmiertnie awansowany na stopień generała porucznika (niem. generalleutnant).

## Odznaczenia
- Szpanga za Krzyż Żelazny II Klasy (22 maja 1940)[3]
- Srebrna Odznaka za Rany (17 czerwca 1940)[3]
- Szpanga za Krzyż Żelazny I Klasy (22 czerwca 1940)[3]
- Odznaka Szturmowa Piechoty (24 października 1941)[3]
- Złoty Krzyż Niemiecki (26 grudnia 1941)[3]
- Medal za Kampanię Zimową na Wschodzie 1941/1942 (16 sierpnia 1942)[3]
- Krzyż Rycerski Krzyża Żelaznego (12 lutego 1944)[3]